# Platymantis rhipiphalca
Platymantis boulengeri là một loài ếch trong họ Ranidae. Chúng là loài đặc hữu của Papua New Guinea.
Các môi trường sống tự nhiên của chúng là rừng ẩm vùng đất thấp nhiệt đới hoặc cận nhiệt đới.